# Музыкальный менеджер
Музыкальный менеджер — отдельный специалист или компания, которые направляют профессиональную карьеру артиста в музыкальной индустрии. Музыкальный менеджер следит за коммерческой составляющей деятельности своего клиента, помогает ему принимать решения и даёт советы по различным вопросам, которые могут повлиять на ход карьеры.
Музыкальный менеджер может работать с различными артистами: музыкальными группами, певцами, диджеями. Артист может нанять себе музыкального менеджера, но и сам специалист может найти и открыть артиста (для широкой публики) начав с ним сотрудничать. Как правило их взаимные обязательства и гарантии закрепляются в контрактах. Основную часть работы музыкального менеджера составляют: помощь в принятии важных решений, организация гастролей, промоушен, осуществление коммерческих сделок и рассмотрение контрактов. Работа музыкального менеджера может охватывать и другие области, он может выполнять обязанности пресс-атташе, клубного промоутера, букинг-агента, бухгалтера, личного юрисконсульта и др. Многие из этих пунктов не закрепляются в контракте, в связи с чем могут возникнуть разногласия.
Отношения менеджера и музыкальных исполнителей перед подписанием контракта можно охарактеризовать как борьбу личных интересов. После подписания контракта их интересы и обязанности фиксируются. По мере развития карьеры музыканта, расширяется и круг деятельности его менеджера, что может привести к повышению зарплаты. Менеджер может помогать музыкантам в направлении их творческого пути, в нахождении музыкального и исполнительного продюсеров, в установлении связей с звукозаписывающими компаниями, инвесторами, спонсорами, издательствами, агентами и публикой. В обязанности музыкального менеджера может входить создание имиджа музыканта, формирование базы поклонников, работа с рекламой и модерация профилей в социальных сетях. Музыкальный менеджер может присутствовать во время записи произведений. Он должен уметь стимулировать творческий процесс, но при этом не вмешиваться в отношения музыкантов и музыкальных продюсеров. Музыкальный менеджер может также находить звукозаписывающие студии, фотографов и промоутеров. Определение обстоятельств релиза альбомов и синглов, установление даты их выпуска, может также входить в обязанности музыкального менеджера.